# Chalil al-Wazir

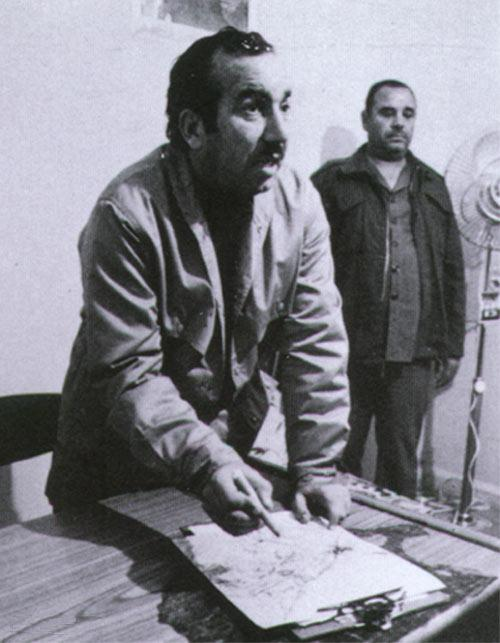
Chalil Ibrahim al-Wazir, 1970

Chalil Ibrahim Mahmud al-Wazir (arabisch خليل إبراهيم محمود الوزير, DMG Ḫalīl Ibrāhīm Maḥmūd al-Wazīr; * 10. Oktober 1935 in Ramla, Palästina; † 16. April 1988 in Sidi Bou Saïd bei Tunis, Tunesien), auch bekannt als Abu Dschihad („Vater des Dschihad“), war ein palästinensischer Politiker und stellvertretender Chef der PLO.

## Leben
Chalil al-Wazir war ein Kind, als er 1948 im Palästinakrieg im Zuge der Nakba zusammen mit seiner Familie aus Ramla vertrieben wurde und als Flüchtling in den Gazastreifen kam, der von der ägyptischen Armee besetzt worden war. Ab 1956 studierte er an der Universität Alexandria. In Gaza organisierte er die Fedaijn, bis die ägyptische Regierung gegen sie vorging und er und Salah Khalaf gehen mussten. Anschließend lehrte er in einige Monate Saudi-Arabien. Im September 1959 war er mit Jassir Arafat in Kuwait an der Gründung der PLO beteiligt. Bis 1963 lebte er in dem Land, das palästinensische Organisationen zu unterstützen bereit war. Dort gab er das Magazin al-Filastiniya heraus.
1963 ging er nach Algerien und eröffnete dort das erste Büro der Fatah. 1965 ging er nach Damaskus, wo er im militärischen Hauptquartier der PLO für die Beziehungen zu den Guerilla-Einheiten in Palästina zuständig war. Er kämpfte 1967 im Sechstagekrieg und war für Kommando-Operationen in den Besetzten Gebieten und innerhalb Israels verantwortlich. Auch beim Schwarzen September in Jordanien 1970/71 gehörte al-Wazir zu den Führungsköpfen der Palästinenser. Nach der Niederlage ließ er sich in Beirut nieder, wo er im Libanonkrieg 1982 vertrieben wurde. Al-Wazir war verheiratet und Vater von fünf Kindern. Er stieg zum stellvertretenden Chef der Palästinensischen Befreiungsorganisation (PLO) auf und war Mitglied im Palästinensischen Nationalrat.
Die Eliteeinheit Sajeret Matkal sollte ihn töten. Sie trainierte mit unbewohnten Villen bei Tel Aviv. Danach war dieses Kommando ab dem 13. April 1988 auf einem in Haifa ausgelaufenen Schiff im Mittelmeer. Eine israelische Boeing 707 störte am 15. April die tunesischen Fernmelde- und Radarsignale. An Bord waren Ehud Barak und der Generalstabschef des IDF. Die Schiffsbesatzung landete per Kleinboot am Strand von Raoued, zwei Mietwagen standen dort bereit. Nachts um 1:30 Uhr näherte sich der Kommandant Nahoum Lev mit einem als Frau verkleideten Soldaten, die ein Paar darstellen sollten, der Villa in Sidi Bou Saïd. Sie erschossen einen Wachmann. Darauf stürmte der Rest des Kommandos in die Villa und tötete Chalil al-Wazir.
Israel warf al-Wazir die Beteiligung an Anschlägen vor. Er soll ab Ende 1987 die Erste Intifada organisiert haben. Insgesamt fielen neben al-Wazir auch zwei Leibwächter und ein Gärtner dem 26-köpfigen israelischen Kommando zum Opfer. Der Anschlag wurde vom Mossad geplant. Im Westjordanland und Gaza fanden große polizeilich unterdrückte Demonstrationen statt, die ihn als „Märtyrer“ feierten. Chalil al-Wazir galt fortan in den Verlautbarungen der Organisation als „erste Kugel“ des bewaffneten Kampfes der Fatah und als „erster Stein“ der Ersten Intifada. Die Tötung von Chalil al-Wazir hatte laut dem französischen Politologen Samy Cohen keinen Einfluss auf den Verlauf der Intifada, weil die Exilführung der PLO in Tunis die Entwicklung des Volksaufstands in den besetzten Gebieten zwar aus der Ferne kommentieren, aber keineswegs vor Ort kontrollieren konnte.
Schon 1997 berichtete die Nachrichtenagentur AP, dass der spätere israelische Verteidigungsminister Ehud Barak in den Fall verwickelt sei. Recherchen der Zeitung Jedi’ot Acharonot zu dem Fall durften wegen der israelischen Militärzensur erst im November 2012 veröffentlicht werden. Neben Barak soll der stellvertretende Ministerpräsident Mosche Jaalon, damals Leiter der Einheit Sajeret Matkal, beteiligt gewesen sein.